# Сула (река, впадает в Сулу)
Сула (фин. Suulajoki) — река в России, протекает в Муезерском районе Карелии Берёт своё начало из Лексозера, протекает через Каргиозеро. На берегу этого озера расположен единственный населённый пункт вблизи реки — Кимоваара. Сула впадает в одноимённое озеро. Длина Сулы составляет 21 км, площадь водосборного бассейна 3760 км².
Принимает два притока: Мечелоут (левый, 6 км от устья) и Термант (правый, 2,8 ем от устья).

## Данные водного реестра
По данным государственного водного реестра России относится к Балтийскому бассейновому округу, водохозяйственный участок реки — Реки Карелии бассейна Балтийского моря на границе РФ с Финляндией, включая оз. Лексозеро. Относится к речному бассейну реки Реки Карелии бассейна Балтийского моря.
Код объекта в государственном водном реестре — 01050000112102000009888.